# ألكسندر دل كاستيلو
الكسندر دل كاستيلو (بالإسبانية: Alex Del Castillo)‏ (14 مارس 1977 بكالي في كولومبيا - ) هو لاعب كرة قدم كولومبي في مركز الوسط. لعب مع أتلتيكو جونيور وأمريكا دي كالي وديبورتيس كوينديو وديبورتيفو باستو ونادي ميلوناريوس ونادي إسبولي الرياضي ‏ وIndependiente Rivadavia ‏ وCortuluá ‏ وBoyacá Chicó F.C. ‏ وريال قرطاجنة وديبورتيفو بيريرا وكوكوتا ديبورتيفو ‏ وأتليتيكو بوكارامانغا.

## وصلات خارجية
- ألكسندر دل كاستيلو على موقع قاعدة بيانات كرة القدم.إي يو (الإنجليزية)